# František Koželuha
František Koželuha (23. srpna 1845, Bojkovice – 3. ledna 1912, Vlachovice u Valašských Klobouk) byl moravský katolický kněz, sběratel lidových písní a české slovesnosti, amatérský archeolog, vlastenec, středoškolský profesor, průkopník křesťanského socialismu a šiřitel myšlenky Kolpingova hnutí.

## Život
Narodil se do zemědělské rodiny v Bojkovicích. Studoval na gymnáziích ve Strážnici a Prešpurku. Teologická studia dokončil roku 1871 na Bohoslovecké fakultě v Olomouci. Po kněžském svěcení působil dva roky jako kaplan v Rožnově pod Radhoštěm. Se zálibou si všímal života místních lidí a kromě svých kněžských povinností studoval a zaznamenával poklady lidové kultury. V této badatelské činnosti pokračoval v Polešovicích, kde působil 10 let. Pro své znalosti historie, lidových tradic, valašského a slováckého folkloru byl doporučen historiku Františku Palackému jako průvodce na jeho cestách po východní Moravě. V roce 1873 začal spolupracovat s časopisem Matice moravská. Zanedlouho vyšla jeho kniha Kytice z národních písní mor. Valachů. V Rožnově založil Národní obecnou knihovnu, které později odkázal knižní fondy Ondřej Palacký, bratr Františka Palackého. V Polešovicích se P. Koželuha angažoval při založení archeologického a muzejního spolku Velehrad. Nálezy ze své archeologické činnosti věnoval místnímu muzeu. V roce 1883 byl ustanoven katechetou a učitelem náboženství na české reálce v Prostějově. Přispíval do Časopisu vlasteneckého Muzejního spolku v Olomouci. Psal také o archeologických nálezech na Prostějovsku (Hrubčice, Žešov, Určice, Bedihošť). Zajímal se o postavení dělnické mládeže. V roce 1886 založil v Prostějově Spolek katolických tovaryšů s časopisem Vzájemnost. Tam vycházely články o dějinách města. Prostějovské historii věnoval velkou část svého díla. V třeboňském archivu objevil zakládací listinu prostějovského augustiniánského kláštera. Od roku 1888 spolupracoval na vydávání Ottova slovníku naučného. V roce 1909 požádal o penzionování, odešel do Vlachovic u Valašských Klobouk a zemřel 3. ledna 1912.

## Dílo

### Monografie
- Jan Filipec (Vítěz), biskup Velko – Varadinský a správce biskupství Olomouckého (1884)
- Paměti o školách prostějovských (1889)
- Jan Alois Hanke z Hankensteina (1894)
- Paměti o věcech náboženských I. a II. (uspořádal Jiří Laurenčík, 2004)

### Sbírky slovesné
- Kytice z národních písní moravských Slováků (1874)

### Popularizační knihy
- František Palacký – upomínka na jeho cestu ve východní Moravě (1873)
- První slovanská pouť do Říma a její význam (1881)